# Parókás tokó
A parókás tokó vagy fehérfejű tokó (Tropicranus albocristatus) a madarak osztályának a szarvascsőrűmadár-alakúak (Bucerotiformes) rendjéhez, ezen belül a szarvascsőrűmadár-félék (Bucerotidae) családjához tartozó Tropicranus nem egyetlen faja.
Egyes rendszerbesorolások a közeli rokon Tockus nembe sorolják Tockus albocristatus néven.

## Előfordulása
Angola, Benin, Bissau-Guinea, Kamerun, a Közép-afrikai Köztársaság, a Kongói Köztársaság, a Kongói Demokratikus Köztársaság, Elefántcsontpart, Egyenlítői-Guinea, Gabon, Ghána, Guinea, Libéria, Nigéria, Sierra Leone, Togo és Uganda területén honos.

## Alfajai
- Tropicranus albocristatus albocristatus
- Tropicranus albocristatus cassini
- Tropicranus albocristatus macrourus

## Külső hivatkozás
- Képek az interneten a fajról
- Ibc.lynxeds.com - videók a fajról